# 武文秀
武文秀（1958年10月4日—2010年8月7日），本名王慶瑞，私立復興劇校第四期，排行華字輩，亦稱王華瑞。
出生於台灣屏東縣，女性武打演員，因癌症病逝美國加州。

## 生平
家中排行第五，上面有2個哥哥、2個姊姊，還有1個弟弟。
出生於台灣屏東縣，後因父親工作調任，全家移居台北市西門町，後住北投區。
私立復興劇校（現已改為國立臺灣戲曲學院）畢業後，保送中國文化學院（後改制為中國文化大學）戲劇系。
第一部出道作品，是1978年還就讀大學時，與成龍合作的武打片拳精，其後陸續接拍許多香港武打電影。
因有京戲與武打功底，在台灣中國電視公司、台灣電視公司、中華電視公司亦接拍許多警匪、武俠類型連續劇。

## 家庭
大伯父為復興劇校創辦人王振祖，陶喆之母王復蓉係其堂姊。
淡出演藝圈後，移居美國加州，嫁給殷實上班族為妻，婚後育有一子一女。

## 電影作品
| 年份 | 電影名稱       | 飾演角色           |
| ---- | -------------- | ------------------ |
| 1978 | 拳精           | 石鳳，武林盟主之女 |
| 1979 | 一對活寶跑天下 |                    |
| 1979 | 折劍傳奇       |                    |
| 1980 | 至尊威龍       |                    |
| 1980 | 雍正與年羹堯   |                    |
| 1981 | 飛豹行動       |                    |
| 1983 | 少女集中營     |                    |
| 1983 | 中國法術       |                    |
| 1984 | 情人看刀       | 鳳菊               |
| 1991 | 女子監獄1991   |                    |

## 電視劇作品
| 年份 | 電視劇名稱 | 電視台   | 飾演角色 |
| ---- | ---------- | -------- | -------- |
| 1986 | 降雪玄霜   | 台灣中視 | 雲夢蓮   |